# Doris Day
Doris Day (Doris Mary Ann von Kappelhoff; n. 3 aprilie 1922, Cincinnati, Ohio, SUA – d. 13 mai 2019, Carmel Valley⁠(d), Comitatul Monterey, California, SUA) a fost o actriță și cântăreață americană. 

## Biografie
După ce și-a început cariera ca solistă a unei cunoscute formații în 1939, popularitatea ei a crescut odată cu primul hit înregistrat, „Sentimental Journey”, din 1945. După ce a părăsit formația „Les Brown & His Band of Renown” pentru a urma o carieră solo, Doris Day a înregistrat peste 650 de melodii între anii 1947 și 1967, devenind astfel una dintre cele mai populare cântărețe ale secolului al XX-lea. 
Călătoria în lumea filmului a început pentru Doris în perioada târzie a filmului hollywoodian clasic, și anume cu filmul Idilă în largul mării din 1948, în urma căruia tânăra actriță de doar 26 de ani vă primi numeroase elogii, astfel începându-și ascensiunea. A jucat într-o serie de muzicaluri, comedii și drame de succes. A avut un rol principal în filmul „Calamity Jane” (1953), alături de James Stewart, în celebrul film din 1956 al lui Alfred Hitchcock, Omul care știa prea multe (The Man Who Knew Too Much, 1956). Doris Day avea să cunoască apogeul succesului  alături de Rock Hudson și James Garner în filmele de comedie (de tip sitcom romantic) Pillow Talk (1959) și Move Over, Darling (1963). După ultimul său film „With Six You Get Eggroll” din 1968, deja arhicunoscuta Doris Day a condus sitcomul „The Doris Day Show”(1968–1973).

## Filmografie selectivă[20]
- 1948 Idilă în largul mării (Romance on the High Seas), regia Michael Curtiz și Busby Berkeley
- 1949 Visul meu îți aparține (My Dream Is Yours), regia Michael Curtiz et Friz Freleng
- 1950 Ceai în doi (Tea for Two), regia David Butler
- 1951 Vine furtuna (Storm Warning), regia Stuart Heisler
- 1951 În golful cu clar de lună (On Moonlight Bay), regia Roy Del Ruth
- 1951 Te aștept în visele mele (I'll See You in My Dreams) de Michael Curtiz
- 1952 Aprilie la Paris (April in Paris) de David Butler
- 1953 Calamity Jane de David Butler
- 1954 Halal de mine (Lucky Me), regia Jack Donohue
- 1954 Tânăr în inimă (Young at Heart), regia Gordon Douglas
- 1955 Iubește-mă sau lasă-mă (Love Me or Leave Me), regia Charles Vidor
- 1956 Omul care știa prea multe (The Man Who Knew Too Much), regia Alfred Hitchcock
- 1957 Pijamaua (The Pajama Game), regia George Abbott și Stanley Donen
- 1958 Tunelul dragostei (The Tunnel of Love), regia Gene Kelly
- 1959 Confidențe pe pernă (Pillow Talk), regia Michael Gordon
- 1960 Rugăm, nu mâncați margaretele (Please Don't Eat the Daisies), regia Charles Walters
- 1960 Capcana de la miezul nopții (Midnight Lace), regia David Miller
- 1961 Iubitule, vino înapoi! (Lover Come Back), regia Delbert Mann
- 1962 Mirajul bogăției (That Touch of Mink), regia Delbert Mann
- 1963 Fiorii celebrității (The Thrill of It All), regia Norman Jewison
- 1964 Nu-mi trimite flori (Send Me No Flowers), regia Norman Jewison
- 1965 Nu deranjați (Do Not Disturb), regia Ralph Levy
- 1966 Vaporul de sticlă (The Glass Bottom Boat), regia Frank Tashlin
- 1967 Le Ranch de l'injustice (The Ballad of Josie) regia Andrew V. McLaglen
- 1968 În șase merge ca pe roate (With Six You Get Eggroll), regia Howard Morris

## Discografie
- You're My Thrill (1949)
- Day Dreams (1955)
- Day by Day (1956)
- Day by Night (1957)
- Hooray for Hollywood (1958)
- Cuttin' Capers (1959)
- What Every Girl Should Know (1960)
- Show Time (1960)
- Listen to Day (1960)
- Bright and Shiny (1961)
- I Have Dreamed (1961)
- Duet (cu André Previn) (1962)
- You'll Never Walk Alone (1962)
- Love Him (1963)
- The Doris Day Christmas Album (1964)
- With a Smile and a Song (1964)
- Latin for Lovers (1965)
- Doris Day's Sentimental Journey (1965)
- The Love Album (înregistrat în1967, lansat în 1994)

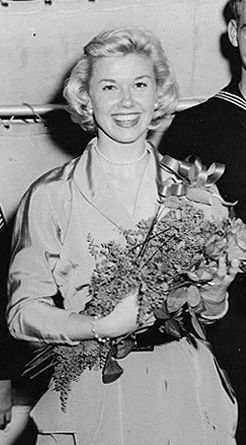
Doris Day în anii 1951-1952

- My Heart (2011)